# Lonchura kelaarti
El capuchino golinegro (Lonchura kelaarti) es una especie de ave paseriforme de la familia Estrildidae propia del subcontinente indio. Su nombre científico conmemora al zoólogo ceilandés Edward Frederick Kelaart.

## Descripción

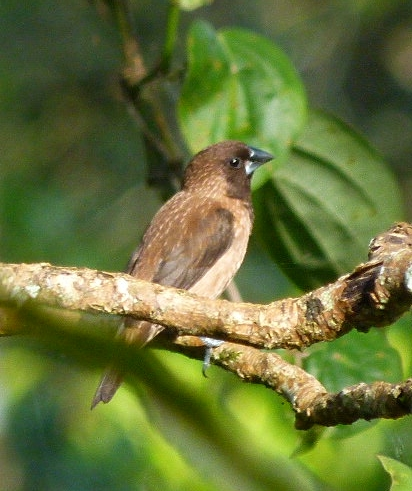
L. k. jerdoni

El capuchino golinegro mide unos 12 cm de largo, incluida su larga cola, y un pico grueso pico cónico de color gris. El adulto de la subespecie del suroeste de la India, L. k. jerdoni, tiene las partes superiores de color castaño oscuro con un ligero veteado oscuro, los laterales del rostro pardo negruzco y la garganta negra. Sus partes inferiores son anteadas y ligeramente rosadas, salvo la zona cloacal que es oscura con escamado blanco. La subespecie de los Ghats Orientales, L. k. vernayi tiene las partes inferiores más claras y rosadas. La especie nominal, L. k.  kelaarti, que vive en Sri Lanka, tiene todas las partes inferiores (excepto la garganta negra) pardas con escamado blanco. Ambos sexos tienen un aspecto similar en todas las subespecies, aunque los inmaduros carecen de la mancha oscura del rostro y sus partes inferiores son más uniformes.

## Distribución y hábitat
El capuchino golinegro se encuentra en el sur de los Ghats occidentales, los Ghats orientales y la isla de Ceilán. Suele encontrarse en los bosques de los mosques despejados y los campos de cultivo.

## Comportamiento
El capuchino golinegro es un pájaro pequeño y gregario que se alimenta principalmente de semillas. 
Su nido es una gran estructura cubierta hecha con hierba, situada en un árbol o las grietas de los riscos o las casas. Suelen poner entre 3-8 huevos blancos en la India, y unos cinco en Sri Lanka.